# Вернувшийся (Родина)
«Вернувшийся» (англ. «Redux») — седьмой эпизод четвёртого сезона американского драматического телесериала «Родина», и 43-й во всём сериале. Премьера состоялась на канале Showtime 9 ноября 2014 года.

## Сюжет
Узнав, что Сол Беренсон (Мэнди Патинкин) был похищен, директор ЦРУ Эндрю Локхарт (Трейси Леттс) прибывает в Пакистан. Локхарт, Марта Бойд (Лайла Робинс), Кэрри (Клэр Дэйнс) и другие представители посольства США встречаются с пакистанской делегацией. Локхарт обвиняет ISI в соучастии с Хаккани, и заявляет, что США приостановят федеральную помощь Пакистану, если Сол немедленно не вернется домой. Марта, в ужасе от того, что Локхарт подорвал её и потенциально саботировал её рабочие отношения, почти уходит с поста посла, но Деннис (Марк Мозес) убеждает её пересмотреть решение. Марта начинает обращаться к своим связным, чтобы добиться возвращения Сола.
Хайссан Хаккани (Нуман Аджар) хвастается Солу, что он теперь может свободно передвигаться по стране, не опасаясь ударов с беспилотников, из-за наличия Сола в качестве «живого щита». Хаккани навещает свою жену и детей, которых он не видел три года, с Солом на буксире.
В аптеке, Тасним (Нимрат Каур) берёт таблетки, которые были заполнены неизвестным порошком. Деннис врывается в квартиру Кэрри и заменяет её таблетки Клозапина на таблетки, которые приобрела Тасним. Кэрри в конце концов принимает ложные таблетки и скоро начинает страдать от эффекта. После нападения на операционную комнату, она понимает, что что-то не так, и идёт в свою комнату вздремнуть.
Сола отводят в дом недалеко от афганской границы, где Хаккани сообщает ему, что его освобождение в настоящее время обсуждается, в обмен на нескольких заключённых.
Кэрри будит звонок от Макса (Мори Стерлинг), который нашёл девушку Айана — Киран (Шавани Сет). Не чувствуя облегчения от таблеток, Кэрри принимает их снова. Становясь ещё больше параноидальной и видя галлюцинации, она направляется в больницу, где работает Киран. Кэрри спрашивает у Киран цель таблеток, которые Айан получал для Хаккани, но только отталкивает её своим чрезвычайно агрессивным допросом. Охранник пытается задержать Кэрри, но, галлюцинируя, что это Куинн (Руперт Френд), она нападает на него и бежит на улицу. Кэрри стреляет в двух людей, которые приближаются к ней, прежде чем направить свой пистолет на полицейских, но затем понимает, что она даже не держит в руках пистолет. Полиция задерживает её и доставляет её в дом, где её встречает Николас Броуди (Дэмиэн Льюис). Кэрри в шоке от того, что Броуди жив, и изначально не верит тому, что она видит. После эмоциональной встречи, выясняется, что это была ещё одна галлюцинация, и что Кэрри на самом деле плачет на руках у полковника ISI Аасара Хана (Раза Джаффри), который спрашивает её: «Кто такой Броуди?»

## Производство
Режиссёром эпизода стал Карл Франклин, а сценаристом стал исполнительный продюсер Александр Кэри.
Эпизод включает специальное появление бывшего актёра основного состава Дэмиэна Льюиса в роли Николаса Броуди в галлюцинации Кэрри. Чтобы сохранить появление Льюиса в тайне, Showtime не стало отправлять копию эпизода в прессу.

## Реакция

### Рейтинги
Во время оригинального показа, эпизод посмотрели 1,55 миллионов зрителей, что было примерно равно предыдущему эпизоду.

### Реакция критиков
Прайс Питерсон из журнала «New York» дал эпизоду 4 звезды из 5, назвав его «очередным потрясающим эпизодом», и похвалив изображение видения Кэрри, пока она была одурманена. Джош Моделл из The A.V. Club дал эпизоду оценку "B+", отметив, что он преуспел в изучении в различных способах того, как США будет возвращать заложника.